# Albert Le Moigne
Pour les articles homonymes, voir Le Moigne.
Albert Le Moigne, né le 19 juillet 1849 à Cherbourg, et mort le 14 mars 1930 à Éculleville, est un homme politique français.

## Carrière politique
Fils du président du tribunal de Cherbourg, Albert Le Moigne suit des études de droit à Rennes puis à Nice. Reçu docteur, il fait un stage au barreau de Cherbourg, puis entre au ministère des finances comme chef du service de statistiques. En 1881, Gambetta le fait entrer dans son cabinet aux Affaires étrangères et, à la mort de celui-ci, on propose à Le Moigne un poste de secrétaire de l'ambassade à Washington. Il refuse pour raisons familiales et revient au ministère des finances, avant d'être nommé maître de requêtes au Conseil d'État en 1886.
Maire d'Éculleville depuis 1877, il est élu au conseil général de la Manche en 1887. En 1895, il se porte candidat pour occuper le siège de député laissé vacant par Charles Maurice Cabart-Danneville, devenu sénateur. Élu à l'Assemblée nationale sous l'étiquette républicain progressiste, il est reconduit en 1898. Devenu modéré, il doit faire face au maire socialiste de Cherbourg Albert Mahieu en 1902, mais sort vainqueur du duel, au prix d'une campagne de dénigrements. Mahieu prend sa revanche en 1906.
Après la Première Guerre mondiale, il retrouve grâce au raz-de-marée clémenciste les bancs de l'Assemblée en 1919, et est réélu en 1924, siégeant avec les Républicains de gauche. Toujours conseiller général de Beaumont, il préside l'assemblée départementale durant huit années de 1922 à sa mort.

## Mandats
Député de la Manche
- 01/12/1895 - 31/05/1898
- 08/05/1898 - 31/05/1902
- 27/04/1902 - 31/05/1906
- 16/11/1919 - 31/05/1924
- 11/05/1924 - 31/05/1928

Maire d'Éculleville
- 1877-1930

Conseiller général du canton de Beaumont
- 1887-1930

Président du conseil général de la Manche
- 1922-1930

## Sources
- « Albert Le Moigne », dans le Dictionnaire des parlementaires français (1889-1940), sous la direction de Jean Jolly, PUF, 1960 [détail de l’édition]